# Vigerslev Allé
Vigerslev Allé er en hovedgade i Valby og Vesterbro i København, der går fra Enghavevej i nordøst til Hvidovrevej i Hvidovre i sydvest. Den første del af gaden ligger langs med Vestbanen, men efterhånden trækker gaden længere mod syd og passerer undervejs Toftegårds Plads, den største plads i Valby. Senere passerer den under S-banen Ringbanen ved Vigerslev Allé Station, før den drejer mod sydvest og krydser Vigerslevvej, en del af Ring 2. Til sidst krydser gaden grænsen til Hvidovre Kommune ved Harrestrup Å og Vigerslevparken.

## Historie
Vestbanen, der var den første jernbane i det nuværende Danmark, blev åbnet mellem København og Roskilde af Det Sjællandske Jernbaneselskab i 1847. Det første stykke fulgte den nuværende Sønder Boulevard, hvorefter den gennemskar Valby Bakke på vej mod den gamle landsby Vigerslev. Samme år etablerede J.C. Jacobsen bryggeriet Carlsberg på den nordlige side af jernbanen, efter at man var stødt på en kilde under anlæggelsen af jernbanen. Desuden anlagde jernbaneselskabet et bro over jernbanen ved bryggeriet.
I 1864 omlagdes det første stykke af jernbanen, så den kom til at gå via Frederiksberg længere mod nord. Det gamle jernbanetrace blev efterfølgende benyttet af bønderne i Vigerslev, når de drev kvæg ind til København. I 1897 blev den gamle jernbane imidlertid genåbnet og benyttet til at transportere bundsten, skærver og grus fra en grusgrav i Hedehusene til opfyldningen af det område, der nu er Kalvebod Brygge. Efterfølgende blev jernbanen udvidet med flere spor, og Vigerslev Allé blev anlagt langs med den sydlige side.
Det nu nedrevne Valby Gasværk blev opført ved Vigerslev Allé fra 1903 til 1907 efter tegninger af Andreas Fussing. En anden nu nedreven bygning ved gaden var Carl Allers trykkeri fra 1936-1938.

## Bygninger og beboere
Den første bygning ved gaden er Københavns Sporveje gamle hovedværksted, der har indgang fra Enghavevej. Det huser nu Copenhagen Skatepark og GAME København, et indendørs sted for skateboarding og gadeidræt. Ved siden af i nr. 1D ligger statsfængslet Vestre Fængsel, der blev opført mellem 1892 og 1895 efter tegninger af Ludvig Fenger og Ludvig Clausen. Vest for fængslet ligger det elleve etager høje Otto Mønsteds Kollegium med adressen Rektorparken 1.
I nr. 18 ligger Hotel- og Restaurantskolen, der er den største af sin slags i Norden. Bygningen er det tidligere hovedkontor for Aller Media (oprindeligt Carl Allers Etablissement A/S). Den er fra 1945-1952 og blev ombygget til sit nuværende formål af KSH Arkitekter i 2012.
Ved Toftegårds Plads ligger der et antal etageejendomme i rød mursten i kvarteret langs med den nordlige side af gaden (Toftegårds Plads 1-5, Lyshøj Allé 1-13, Vigerslev Allé 58-74, Aarestrupsvej 1-7 og 2-6 samt Overskousvej 1-7 og 2-8). De er fra 1921-1924 og blev tegnet af Rolf Schroeder med Frederik Wagner som udførende arkitekt. Ejendommen Vestergaarden (Vigerslev Allé/Kjeldsgårdsvej/Lyshøjgårdvej) på den sydlige side blev opført i 1931 efter tegninger af Arthur Wittmaack. På området mellem Kærskiftevej, Vigerslev Allé og Vigerslevvej er der enetages rækkehuse, der blev opført i 1939 efter tegninger af Ivar Bentsen i samarbejde med Ole Buhl og T. Miland.
FLSmidths hovedkontor i nr. 77 er fra 1957 og blev tegnet af Palle Suenson. Den 10 hektar store FL Schmidt-grund på hjørnet af Vigerslev Allé og Gammel Køge Landevej er ved at blive omdannet til et nyt kvarter med en blanding af boliger og erhverv. Det vil komme til at bestå af omkring 1.000 lejligheder, 35.000 m² kontorer og 5.000 m² butikker.
I nr. 108 ligger folkeskolen Vigerslev Allés Skole, der blev åbnet i 1910 og udvidet i 1966. Vest for skolen ligger byggeforeningshusene Lyset på begge sider af Gabers, vej. De lidt over 100 huse blev opført i 1910'erne på initiativ af ansatte ved Københavns Sporveje for at skaffe medlemmerne sunde og moderne boliger udenfor de tæt befolkede centrale bydele.
I nr. 117 ligger Solgavehjemmet, der huser blinde studerende. Bygningerne blev opført i 1961 efter tegninger af Palle Suenson.
Mellem Vigerslev Station og Vigerslevvej ligger Kulbanekvarteret på sydsiden af Vigerslev Alle. Kulbanekvarteret ligger omkring Kulbanevej omkredset af Vigerslevvej, Lykkebovej, Vigerslev Alle, Folehaven, Kongshaven, Retortvej og Ringbanen  Fengergrunden ligger i det nordøstlige hjørne af området omkredset af Retortvej og Ringbanen. Der har tidligere været et Carlsbergdepot på Fengergrunden, som i 2009 blev købt af Holberg Fenger Invest 

## Transport
Det meste af gaden fra Enghavevej til Vigerslevvej betjenes af buslinje 10. Desuden kører linje 1A, 23 og 133 på forskellige dele af gaden.
Ved Enghavevej lå tidligere S-togstationen Enghave Station, der blev erstattet af Carlsberg Station lidt længere mod vest i 2016. Carlsberg Station betjenes af linje B, Bx, C og H, der også betjener Valby Station, der ligger lidt nord for Toftegårds Plads. Vigerslev Allé Station med adressen Vigerslev Allé 141 ligger på Ringbanen og betjenes af linje F.